# Последний палач
«Пирпойнт» (англ. Pierrepoint), или «Последний палач» (The Last Hangman), — драматический фильм режиссёра Адриана Шэрголда, снятый в 2005 году. Кинокартина посвящена судьбе английского палача Альберта Пирпойнта. В главной роли — Тимоти Сполл.

## Сюжет
В 1933 году Альберт Пирпойнт приступает к продолжению ремесла, которым уже занимались несколько поколений его предков — он вешает осуждённых преступников. Время публичных казней давно миновало, и в задачу палача теперь входит сделать смерть как можно скорейшей и безболезненной для преступников. Альберт достигает в своём деле больших успехов — он успевает совершать весь процесс за 7,5 секунд, что является рекордом для страны. Впрочем, окружающие не знают о роде занятий Пирпойнта, так что в свободное время он вместе со своим другом «Тишем» выступает дуэтом в местном пабе. Жена догадывается о ремесле мужа, но предпочитает об этом не говорить.
Ситуация меняется, когда после Второй мировой войны Альберта вызывают в Германию казнить нацистских преступников. Информация об этом просачивается в прессу, и первоначально Пирпойнта встречают на родине как героя. Но однажды Джесси, бывшая возлюбленная Тиша, публично заявляет, что у Альберта все руки в крови. В это время в Великобритании начинается кампания за отмену смертной казни, что оказывает негативное влияние на доходы палача. Он с женой открывают паб, но еле-еле сводят концы с концами.
Пирпойнта вызывают для казни некоего Джеймса Корбита. К изумлению Альберта, это оказывается его друг Тиш, осуждённый за убийство. Несмотря на то, что тот не говорит своему товарищу ничего дурного, это производит на палача очень тяжёлое впечатление. Через некоторое время его приглашают для казни женщины. Толпа клеймит Пирпойнта как убийцу…

## В ролях
- Тимоти Сполл — Альберт Пьерпойнт
- Джульет Стивенсон — Энни Пьерпойнт
- Эдди Марсан — Джеймс «Тиш» Корбит
- Бен Маккей — Тимоти Эванс
- Майкл Нортон — Йозеф Крамер
- Лиззи Хопли — Доротея Уоддингэм
- Кэван Клеркин — Джордж Купер
- Кристофер Фулфорд[англ.] — Чарли Сайкс
- Иэн Шоу — Перси
- Энн Белл — Вайолет ван дер Элст[англ.]
- Мэгги Оллереншоу — Мэри Пьерпойнт
- Клер Килейн — Джесси Келли
- Клайв Френсис — Монти
- Шейла Шехович — Ирма Грезе
- Кейран Флинн — Невил
- Тобайас Мензис — лейтенант Ллевелин
- Мэри Стокли — Рут Эллис
- Джойлия Фитч — Элизабет Фолкенрат
- Джеймс Корден — Кёрки
- Бернард Кей — дядя Том